# Aghavannagh
Aghavannagh, irl. Achadh Bheannach – wieś w Irlandii, w południowej części hrabstwa Wicklow, w baronii Ballinacor South. Zlokalizowana jest przy drodze R115, zwanej Military Road (Droga Wojskowa). Jest to miejsce na tyle daleko położone od innych miejscowości, że mieszkańcy mówią, iż jest ono ostatnim, które stworzył Bóg.